# L'heroïna de Peralada
L'heroïna de Peralada és un quadre de 1864 obra del pintor barceloní de l'academicisme-realisme Antoni Caba i Casamitjana. Representa la llegenda de Na Mercadera, una veïna de Peralada que va capturar un cavaller francès de l'exèrcit enemic, el va entrar a la vila i el va vendre per un rescat durant la crema de Peralada de 1285 —en el marc de croada contra la Corona d'Aragó. El 24 de setembre de 2010, dins el marc de les Jornades Europees de Patrimoni, es va presentar la nova instal·lació d'aquesta obra en una de les sales del Centre de Turisme Cultural de Sant Domènec, de Peralada.
Antoni Caba va presentar L'heroïna de Peralada a l'Exposició Nacional de Belles Arts de Madrid, de 1864. Va representar el primer triomf del pintor que va aconseguir una medalla de segona classe i el va adquirir l'Estat. Actualment, l'obra pertany al Museu del Prado, que fa vint anys va dipositar-la a l'Ajuntament de Peralada i ara n'ha fet el trasllat als equipaments del Centre Cultural Sant Domènec, de la mateixa població.
El tema el coneixeria arran de la nova publicació de la Crònica de Ramon Muntaner, el 1860. Cal considerar que la pintura d'història era un gènere exigent en aquest moment, requeria documentació, composició complexa, captació del moment àlgid, etc. Els pintors preparaven a consciència els seus quadres d'història, que eren criticats tant pels seus valors estètics com pels seus encerts o errors documentals.